# Tín hiệu đánh động

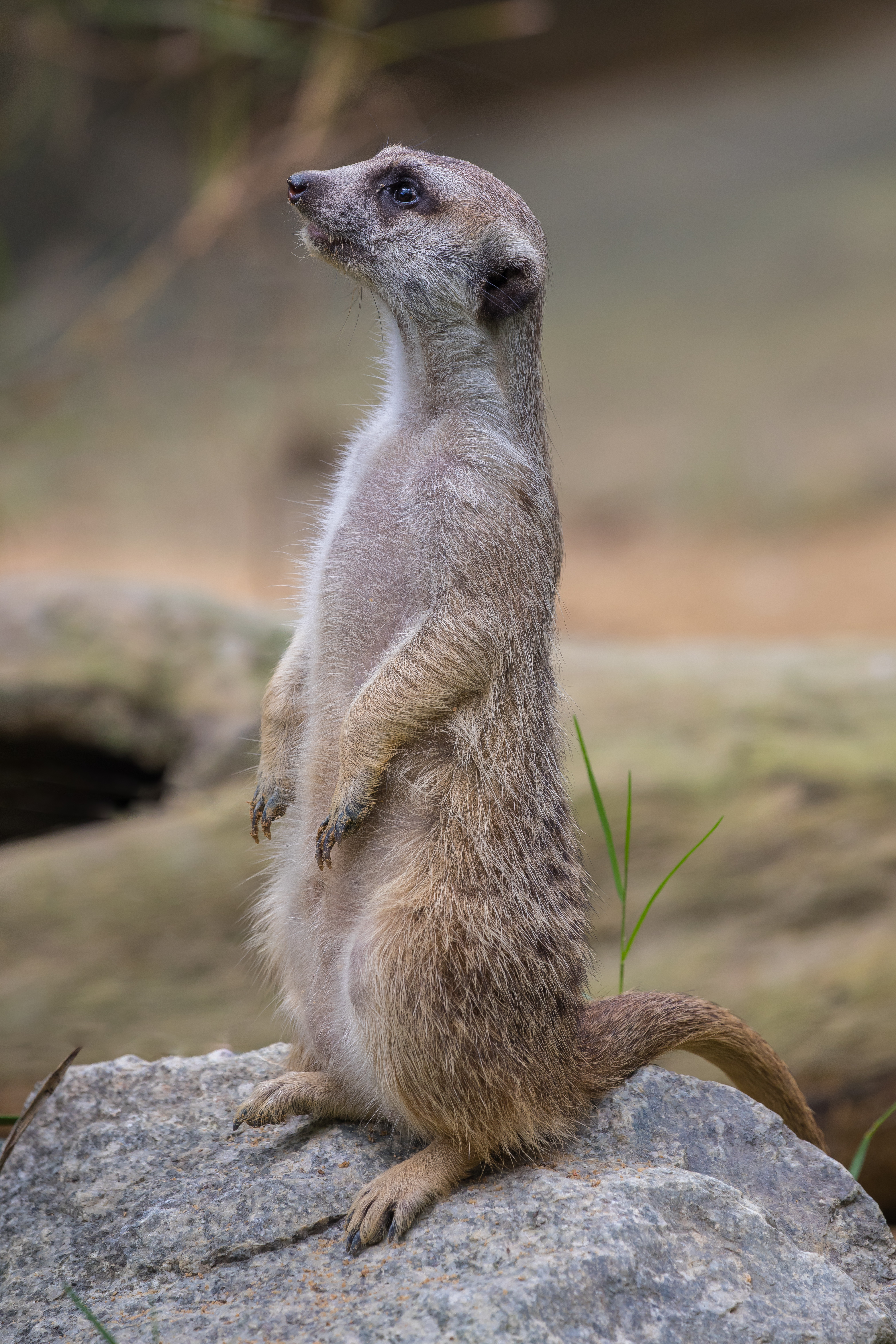
Loài chồn đất châu Phi nổi tiếng với tính cảnh giác và tiếng kêu đánh động cho đồng loại chạy trốn

Tín hiệu đánh động (Alarm signal) trong giao tiếp ở động vật là một phản ứng thích nghi ở dạng tín hiệu thường là âm thanh do động vật xã hội phát ra để đối phó với nguy hiểm thông qua việc nhằm mục đích thông báo, truyền tin cho đồng loại để đánh động, cảnh giác mà chạy trốn kịp thời khỏi mối nguy hiểm.

## Tổng quan
Nhiều loài linh trưởng và chim có những tiếng kêu báo động phức tạp để cảnh báo những âm mưu tiếp cận lén lút của động vật ăn thịt. Các động vật khác như cá và côn trùng có thể sử dụng tín hiệu phi thính giác như tín hiệu hóa học. Các dấu hiệu thị giác như cái đuôi trắng của nhiều con nai được xem là một dạng tín hiệu báo động. Các tiếng kêu khác nhau có thể được sử dụng cho việc báo động sự xuất hiện của động vật ăn thịt trên mặt đất hoặc từ trên không.
Thông thường, các động vật có thể cho biết thành viên nào trong nhóm đang thực hiện tiếng kêu này. Rõ ràng, tín hiệu báo động thúc đẩy sự sống còn bằng cách cho phép những kẻ nhận báo động thoát khỏi nguy hiểm, điều này có thể phát triển bằng cách Chọn lọc theo dòng dõi. Tuy nhiên, các tiếu kêu báo động có thể làm sức sinh tồn (fitness) của cá thể tăng lên, ví dụ bằng cách thông báo cho kẻ săn mồi rằng nó đã bị phát hiện. Các tiếng kêu đánh động thường là âm thanh tần số cao vì những âm thanh này khó định vị hơn.

## Các loài

### Chồn đất
Chồn đất Châu Phi (hay còn gọi là cầy vằn, cầy đất) là một loài động vật có vú kích thước nhỏ trong họ cầy mangut. Chúng sống chủ yếu trong các khu vực của sa mạc ở Botswana và Nam Phi, sống ở sa mạc, tập trung theo từng bầy lớn và là loài động vật hết sức cảnh giác với các mối đe dọa bị tấn công trong môi trường sống. Mỗi bầy khoảng từ 20-30 con, cũng có bầy lên đến 50 con. Trong môi trường sống ở châu Phi, số lượng các loài sát thủ săn mồi đáng sợ không hề ít. Do đó, meerkat luôn luôn phải cảnh giác với các mối đe dọa tiềm tàng, đây là loài động vật khá cẩn trọng. Chúng có khả năng nhận thức về mối nguy hiểm bị săn mồi trong phạm vi rộng khi đứng thẳng bằng hai chân sau để quan sát cũng như cảnh báo cho bầy đàn.
Một hoặc nhiều chồn đất đứng canh gác trong khi những con khác đang tìm kiếm thức ăn hay đùa nghịch, để cảnh báo khi có nguy hiểm đến gần. Khi một động vật ăn thịt được phát hiện, Meerkat làm lính gác kêu một tiếng cảnh báo, và các thành viên khác của nhóm sẽ chạy và ẩn vào một trong những hốc nhỏ và truyền tin trên toàn lãnh thổ của chúng. Meerkat lính gác là con đầu tiên xuất hiện trở lại từ các hang và tìm kiếm các động vật ăn thịt, liên tục hét để báo cho những con khác dưới hang. Nếu không có mối đe dọa, các Meerkat lính gác dừng tín hiệu lại và những con khác cảm thấy an toàn để xuất hiện.

### Linh dương
Những con linh dương giống như hầu hết các con mồi khác thì mắt được cấu trúc ở hai bên hộp sọ do đó trong khi báo săn có tầm nhìn khoảng hơn 200 độ thì việc bố trí hai mắt ở hai bên đầu của linh dương giúp nó giúp nó có tầm nhìn lên đến 270 độ, chỉ cần xoay nhẹ đầu nó có thể quan sát được 360 độ xung quanh ngoài ra mắt của chúng rất nhạy cảm ngay cả với những chuyển động nhỏ nhất của con thú săn mồi do đó khi trong tầm quan sát của linh dương thì phải hoàn toàn bất động vì nếu không, những kẻ săn mồi sẽ bị phát hiện và chúng sẽ báo động cho cả đàn bỏ chạy, linh dương là những con mồi có khứu giác rất nhạy do đó chỉ cần đánh hơi đúng hướng gió là có thể phát hiện nguy hiểm.

### Chim hét
Chim hét cao cẳng lông đen trắng là loài chim nhỏ sống thành đàn từ 3-15 con ở sa mạc Kalahari, châu Phi. Chúng sử dụng 95% thời gian săn mồi trên mặt đất, tìm kiếm con mồi dưới cát. Ngược lại, chúng bị săn đuổi bởi các loài chim ăn thịt, động vật có vú, và rắn. Khoảng 30% thời gian, nhóm săn mồi có một lính gác đậu trên cao, tích cực dò tìm động vật săn mồi khác. Lính gác báo cho những con khác biết sự có mặt của nó bằng tín hiệu âm thanh, thường được gọi là "tiếng hót chim canh gác" và nó cũng dùng tiếng kêu này để cảnh báo cho cả đàn.
Vì chim hét cao cẳng thường tìm con mồi trong các hốc, chúng không thể xác định sự có mặt của con chim làm nhiệm vụ gác bằng mắt mà không dừng việc săn mồi, tiếng hót của chim canh gác thể hiện hành vi cộng tác. Sự có mặt của con chim canh gác làm tăng tỉ lệ sống sót của những con cùng đàn, từ đó dẫn đến kích thước đàn lớn hơn, đồng thời cải thiện cơ hội sống sót khi bị tấn công hoặc khả năng đẩy lùi đối thủ khỏi lãnh thổ của đàn. Ngược lại, những con chim canh gác cũng có lợi khi tỉ lệ săn mồi thành công của các con cùng bầy tăng. Thêm vào đó, thành viên của một đàn có quan hệ gần gũi vì vậy có chung một lượng gen lớn, các con chim canh gác thu lợi về mặt sinh sản từ tỉ lệ sống sót được nâng cao.